# Mansour Labaky
Mansour Labaky, né le 10 mars 1940 à Baabdat (Liban), est un prêtre maronite libanais, compositeur et écrivain. En 2013, il a été condamné par le Vatican pour abus sexuels sur mineures. En 2021, il est condamné en France à 15 ans de réclusion criminelle pour viols et abus sexuels sur mineures, et inscrit au fichier des auteurs d'infractions sexuelles. En septembre 2022, il est définitivement renvoyé de l'état clérical.

## Biographie
Après une formation en France, Mansour Labaky est ordonné prêtre le 26 mars 1966 dans la tradition orientale maronite. Il était enseignant et journaliste. 
En 1971, il est nommé curé d'une des paroisses de Damour. 
En 1976, Mansour Labaky prend en charge les orphelins de la guerre civile du Liban en créant le Foyer Notre dame de joie puis une chorale d'enfants, les Petits chanteurs du Liban. 
Directeur d’une revue culturelle Al Foussoul, Mansour Labaky est également le compilateur d’un livre de chants liturgiques rassemblant le patrimoine liturgique maronite. Cela lui permet de croiser de nombreuses personnalités françaises, comme Jean Piat, Jacqueline de Romilly ou Philippe de Villiers et d'avoir une couverture médiatique importante.
En 1990, il s'installe à Paris puis fonde à Douvres-la-Délivrande en Normandie le "Foyer Notre-Dame - Enfant du Liban" où sont accueillis pour l'année scolaire des enfants libanais chrétiens et musulmans et crée, sous le format juridique d'une association loi de 1901, le mouvement spirituel "Lo Tedhal" (Ne crains pas) qui se propose d'être une "école de sainteté".
En 1995 il fonde le "Foyer Notre-Dame du Sourire" à Mansourieh au Liban.

## Pédocriminalité, viols et abus sexuels sur mineures
En 2011, la Fondation Raoul-Follereau arrête le financement du foyer de Masourieh lorsque des informations commencent à circuler sur des viols et abus sexuels commis par Mansour Labaky sur des jeunes filles et des mineurs[réf. nécessaire].
Le 23 avril 2012, la Congrégation pour la doctrine de la foi reconnait Mansour Labaky coupable d'abus sexuels sur mineures et de crime de sollicitation à l'occasion de la confession,,. Mansour Labaky fait alors appel.
L'appel a été rejeté le 19 juin 2013, rendant le décret de condamnation définitif.
En avril 2016, un mandat d’arrêt international est lancé par un juge d’instruction du tribunal de Caen contre Mansour Labaky, qui vit au Liban.
Le 8 novembre 2021 il est condamné par contumace en France à 15 ans de réclusion criminelle pour pédocriminalité, viols et abus sexuels sur mineures. 
Le 28 septembre 2022, le diocèse de Bayeux-Lisieux officialise la décision du pape François de le renvoyer de l'état clérical,. 

## Publications
- Kfar Sama, village du Liban (1983)
- L’enfant du Liban (1986)
- Mon vagabond de la lune (1988)
- Deux maisons pour rien (1999)
- Noël aux confins de l’attente (1991)
- Mon pays au passé simple (1995)
- Les enfants de l'aurore (2002)

## Prix et récompenses
- Prix de l'Académie des Sciences Morales et Politiques (1986)[réf. nécessaire]
- Prix Saint-Exupéry "Valeurs Jeunesse" (1987)[réf. nécessaire]
- Prix de la Francophonie (1987)[Information douteuse]
- Prix International des Droits de l'Homme, décerné par le journal La Croix-l'Événement (1987)[réf. nécessaire]
- Prix[Lequel ?] de l'Académie française (1988)[Information douteuse]
- Prix France-Liban (1988)[9]
- Prix de la Famille (Association Familiale Catholique de Paris) (1991)[réf. nécessaire]
- Décoré de l'ordre national du Cèdre[Lequel ?] (1994)[Information douteuse]
- Le grand prix catholique de littérature (2002)[10]